# Садовское сельское муниципальное образование
Садовское сельское муниципальное образование — сельское поселение в Сарпинском районе Калмыкии. Административный центр — село Садовое.

## География
СМО расположено в северо-восточной части Сарпинского района, в пределах Ергенинской возвышенности и Сарпинской низменности (восточная часть).
Садовское СМО граничит:
- на западе — с Коробкинским и Уманцевским СМО;
- на юге — с Кировским СМО;
- на юго-востоке — с Аршаньзельменским СМО;
- на севере и северо-востоке — с Малодербетовским районом (Тундутовское и Ханатинское СМО).

## Население
| 2002  | 2010  | 2011  | 2012  | 2013  | 2014  | 2015  |
| ----- | ----- | ----- | ----- | ----- | ----- | ----- |
| 6526  | ↗6573 | ↘6544 | ↘6390 | ↘6266 | ↘6235 | ↗6243 |
| 2016  | 2017  | 2018  | 2019  | 2020  | 2021  |       |
| ↘6145 | ↘6091 | ↘6018 | ↘5883 | ↘5784 | ↗5816 |       |

Население СМО (на 01.01.2012 года) составляет 6 512 человек. Плотность населения в СМО составляет 14,4 чел./км². Население на территории СМО распределено неравномерно: 99,9 % населения проживает в селе Садовое. Численность населения посёлка Арым составляет всего 8 человек. Возрастная структура населения неблагоприятна: из общего количества населения — 6,51 тыс. чел., население моложе трудоспособного возраста составляет 15,8 %, в трудоспособном возрасте — 54,1 %, старше трудоспособного возраста — 30,1 %.
Отмечается нулевой баланс показателей естественного прироста населения (0 чел./год на 1000 жителей). Соотношение мужчин и женщин составляет, соответственно, 46,3 % и 53,7 % (преобладает женское население). Национальный состав: русские — 76,6 %, калмыки — 11,6 %, другие национальности — 11,8 %.

## Состав сельского поселения
| № | Населённый пункт | Тип населённого пункта       | Население |
| - | ---------------- | ---------------------------- | --------- |
| 1 | Арым             | посёлок                      | ↘41       |
| 2 | Садовое          | село, административный центр | ↘5775     |

## Экономика
Основная отрасль экономики — сельское хозяйство. Ведущими сельскохозяйственными предприятиями в СМО является СПК «Колос» (преимущественная специализация — растениеводство) и СПК племзавод «Гигант» (преимущественная специализация — животноводство). Кроме того, хозяйственную деятельность (сельскохозяйственное производство) со специализацией на животноводстве (преимущественно) и растениеводстве в СМО ведут 10 КФХ и 90 ЛПХ.